# فیش کریک (ویسکانسین)
فیش کریک (به انگلیسی: Fish Creek) یک منطقهٔ مسکونی در ایالات متحده آمریکا است که در Gibraltar واقع شده‌است. فیش کریک ۹۹۷ نفر جمعیت دارد و ۱۸۲٫۸۸ متر بالاتر از سطح دریا واقع شده‌است.